# 기요미촌
기요미촌(일본어: 清見村)은 일본 기후현 오노군에 설치되었던 촌이다. 2005년 2월 1일에 오노군 시라카와촌을 제외한 6개 마을 및 요시키군 2정촌과 함께 다카야마시에 편입되었다. 

## 역사
- 1889년 7월 1일 - 정촌제 시행과 함께 오노군 기요미촌이 성립하였다.
- 2005년 2월 1일 - 다카야마시에 편입되었다.

## 행정
- 촌장 : 마쓰오카 호이즈미 (松岡法泉) (1981년 11월 15일 - 2005년 2월 1일)

## 교통

### 철도
- 촌내에는 철도노선이 설치되지 않았다. 대신 도카이 여객철도 다카야마 본선의 다카야마역에서 이용했었다.

### 도로
- 도카이호쿠리쿠 자동차도
- 주부 종관 자동차도
- 국도 158호선
- 국도 257호선
- 국도 472호선

## 참고 문헌
- 角川日本地名大辞典編纂委員会,『角川日本地名大辞典 21 岐阜県』1980, 角川書店